# エドガー・マルティネス
エドガー・マルティネス（Edgar Martínez, 1963年1月2日 - ）は、アメリカ合衆国ニューヨーク州ニューヨーク市出身（プエルトリコ・ドラド育ち）の元プロ野球選手（指名打者、三塁手）、野球指導者。右投右打。
1987年から2004年までの18年間にわたりシアトル・マリナーズ一筋でプレーしたフランチャイズ・プレイヤー。MLBの歴史上で実質的に初めての本格的な指名打者と称されており（特に1995年以降はほぼ指名打者で起用された）、その功績を称えて2004年からMLBの最優秀指名打者賞が「エドガー・マルティネス賞」に改称された。
従兄のカルメロ・マルティネスも元メジャーリーガー。

## 経歴

### プロ入り前
1963年、ニューヨーク州に生まれた。1971年に行われたピッツバーグ・パイレーツ対ボルチモア・オリオールズのワールドシリーズをテレビ観戦したことがきっかけで、野球に興味を持つようになる。プエルトリコ人として育ったということもあり、尊敬していた選手はロベルト・クレメンテであった。

### 現役時代
プエルトリコのアメリカン大学を卒業後、1982年に三塁手としてシアトル・マリナーズと契約した。
マイナーリーグで着々と成績を伸ばし、1987年9月にメジャー初昇格。9月12日のシカゴ・ホワイトソックス戦（キングドーム）で代走としてメジャーデビュー。AAA級のプレーオフが始まるという中でのメジャー昇格であった。2日後の14日に三塁打を放ち、メジャー初安打を記録した。
1988年は飛躍が期待されたが、故障し、AAA級カルガリー・キャノンズで開幕を迎えた。AAA級カルガリーでは打率.363を記録し、リーグの首位打者を獲得。翌1989年はメジャーで開幕スタメンを飾ったが、成績が安定せず、シーズン途中でAAA級カルガリーに降格。メジャーのレギュラー定着には時間を要すも、冬のプエルトリカンリーグでは打率.424と結果を残した。
1990年、開幕をメジャーで迎えると、打率3割・リーグ3位の出塁率.397を記録するなど打撃面で好成績を残し、そのままメジャー定着を果たした。翌1991年も活躍し、150試合に出場して打率3割・出塁率4割を記録する。
1992年、打率.343で自身初・マリナーズ球団史上初となる首位打者を獲得。右打者の首位打者としては、1959年のハービー・キーンが打率.353で首位打者になって以来の高打率での首位打者獲得であった。また、リーグトップの46二塁打を記録した他、18本塁打、73打点と打撃部門の全てで自己最高を記録し、三塁手部門のシルバースラッガー賞も受賞した。
1993年、タイトルを獲得して迎えたシーズンだったが、左足のハムストリングを痛め、故障者リスト入りを3度繰り返すなど、出場は42試合にとどまった。1994年も開幕早々から故障で離脱し、成績が低迷。球団はマルティネスの打力を惜しみ、同年から徐々に指名打者として起用するようになる。この起用方針がマルティネスにとって最大の転機となった。
翌1995年、主に指名打者として再び打棒を発揮した。1994年から1995年のMLBストライキの影響もあり短縮シーズンで行われたが、145試合全てに出場し、リーグトップの打率.356、出塁率.479、対左投手打率.433、121得点、52二塁打、OPS1.107を記録。自身2度目の首位打者とDH部門のシルバースラッガー賞、自身初となる最優秀指名打者賞を獲得した。右打者の首位打者としては1939年にジョー・ディマジオが.381を記録して以来の高打率であり、右打者として2度の首位打者獲得は52年ぶり（1936年、1943年のルーク・アップリング）であった。MVP投票では、モー・ボーン、アルバート・ベルに次ぐ3位に付け、球団史上初の地区優勝・プレーオフ進出に大きく貢献した。ニューヨーク・ヤンキースとのディビジョンシリーズでは、1勝2敗で迎えた第4戦に、1試合で7打点を挙げる猛打を見せ、更に第5戦では延長11回裏にサヨナラとなる適時二塁打を放った。同シリーズでは打率.571（21打数12安打）、3点本塁打と満塁本塁打を含む10打点を記録するなど大活躍を果たし、以降「史上最強のDH」と呼ばれるようになった。
1996年以降は、ケン・グリフィー・ジュニア、ジェイ・ビューナー、アレックス・ロドリゲスらと共に、他球団から怖れられる驚異的なクリーンナップの一角を担った。1996年8月にマリナーズ史上4人目となる通算1000本安打を達成。1997年は開幕から自己最長の17試合連続安打を記録し、オールスターゲームではグレッグ・マダックスから本塁打を放った。アベレージと出塁を持ち味とし、1998年まで4年連続で打率3割・100打点・100四球を記録した。
1999年は後半戦に打ちまくり、8月にペドロ・マルティネスから通算1500本安打を達成。最終的にリーグ4位となる打率.337を残し、前年から続けてリーグトップの出塁率を記録した。
2000年シーズン開幕前、MLBでリーグ再編が叫ばれ、マリナーズが指名打者制のないナショナルリーグへ移動するという噂があったことから、マルティネスはそれが現実になれば引退すると発言した（指名打者がなければマルティネスは指名打者のあるチームへ移らなければならないため）。同年限りでの引退をほのめかしたため、地元シアトルでは大きな話題となった。37歳という年齢で迎えたこのシーズンは、前半戦で打率.354、23本塁打、87打点を残し（前半戦での87打点はマリナーズ球団新記録）、最終的に145打点を記録して自身初の打点王を獲得。また、前年の夏に本拠地が右打者に不利とされるセーフコ・フィールドへ移ったにもかかわらず、自己最多となる37本塁打を放った。
翌2001年も開幕から一貫して打率3割以上を維持。7月半ばに故障者リスト入りすることはあったものの、復帰後も活躍を見せ、リーグ2位の出塁率を記録し、5度目の最優秀指名打者賞と4度目のシルバースラッガー賞を受賞した。2年続けてチームのプレーオフ進出に貢献し、当時監督のルー・ピネラからは「最も頼りになる男」と絶賛された。クリーブランド・インディアンスとのディビジョンシリーズでは、1勝2敗で迎えた第4戦の最終回に逆転2点本塁打を放ち、チームを勝利に導いた。
2002年、左足を痛めた影響で97試合にしか出場できず、再び故障がちになった。加齢もあり、引退を覚悟して臨んだ翌2003年は、145試合に出場して通算2000本安打を達成。シーズン半ばには自打球を足に当て、足の親指を骨折したこともあったが（球団はその際、マルティネスのためにつま先に鋼鉄の入ったスパイクを特注した）、最終的に打率.294、24本塁打、98打点、出塁率.406と好成績を残し、5度目となるシルバースラッガー賞を獲得した。シーズン終了後に球団側の慰留もあり、現役を続行した。
2004年、8月上旬に同年シーズン限りでの現役引退を表明。同月10日、本拠地セーフコ・フィールドで行われた対ミネソタ・ツインズ戦では、試合前からマルティネスに盛大な拍手が送られ続けた。マルティネスは同試合に3番打者として出場、初回の第1打席に先制点となる9号2ランを放ち、ファンもスタンディングオベーションで応えた。先制の本塁を踏んだイチローは、試合後に「一番盛り上がる打席だったでしょうからね。かっこよすぎますよね」とマルティネスの活躍を称えた。マルティネスは同年にMLB史上20人目の通算500二塁打、通算300本塁打を達成し、現役を引退。通算成績で打率3割・300本塁打・500二塁打・出塁率4割・長打率5割を記録した。シーズン終了後、社会やファンへの貢献が評価され、憧れであったクレメンテの名を冠するロベルト・クレメンテ賞を受賞した。

### 引退後

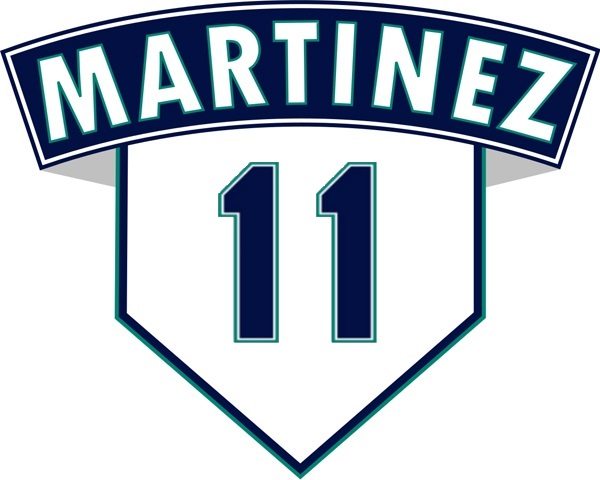
マルティネスの背番号「11」
シアトル・マリナーズの永久欠番に2017年指定。

2005年、ラティーノ・レジェンズ・チームに選出され、2007年にマリナーズのチーム殿堂入りを果たした。2017年1月24日にマルティネスの背番号『11』はマリナーズの永久欠番に制定されることが決定した。8月12日の記念セレモニーで正式に永久欠番になり、マリナーズでの永久欠番はケン・グリフィー・ジュニアの『24』に次いで球団史上2人目となった。
2010年、アメリカ野球殿堂入りの候補者となった。しかし遅咲きの選手であるが故に通算成績に突出したものがないことや、守備貢献の全くない指名打者自体の評価の低さなどからナショナルリーグの記者からの票が集めにくいこともあり、得票率は36.2%にとどまった。その後も30%前後を推移していたが、2017年は得票率58.6%、2018年は得票率70.4％と徐々に得票率を伸ばし、2019年1月23日に資格取得最終年でアメリカ野球殿堂入りを果たした。
2015年6月20日より古巣・マリナーズの打撃コーチに就任。2018年まで務め、2019年からは打撃アドバイザーに配置転換した。

## 人物

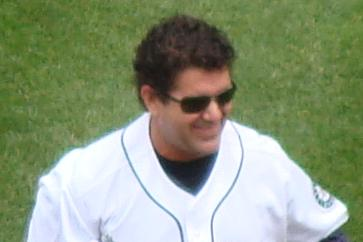
エドガー・マルティネス（2009年）

18年間の現役生活を一貫してシアトル・マリナーズで過ごしており、MLBでは珍しいフランチャイズ・プレイヤーである。ファンからは「Gar」や「Papi」の愛称で親しまれ、2008年後半にESPNが実施した「マリナーズの歴史上で最も偉大な選手は誰?」というアンケート調査において、ケン・グリフィー・ジュニアに次いで第2位に選出されている。
社会奉仕・ファンサービスに熱心であり、人格者としても知られる。現役時代は率先してリーダーシップを取るタイプではなく、寡黙で落ち着いていたが、後輩の面倒見がよく、2000年以降はチームのリーダー的存在であった。ブレット・ブーンは「彼がいるだけで打線が全然違う」と語っており、アレックス・ロドリゲスはマルティネスを「父のような存在」と話している。イチローも「背中で引っ張ってくれる」と語っており、マルティネスの引退後には「打撃に関し、練り上げてきた技術を持った人。ヒット1本の味が違うというか、それぞれに味がある」、「シアトルで、エドガーの存在はとてつもない大きさですから」と述べている。
指名打者になってからが全盛期であり、指名打者でキャリアの大半を終えた数少ない選手である。選手生活のほとんどを指名打者専任として過ごし好成績を残し続けた選手は、マルティネスが初めてであった。マルティネスが活躍するまでは、指名打者は好打者の例が少なく、指名打者のイメージを変えた選手でもある。マルティネスの引退後、MLBはマルティネスに敬意を表し、最優秀指名打者賞を「エドガー・マルティネス賞」と改称した。なお、マリナーズで打撃コーチとしてマルティネスを指導したポール・モリターも最優秀指名打者賞の受賞歴があるが、この改称によって教え子の名前を冠した賞を受賞することになった。
マリナーズ球団はT-モバイル・パークの脇にある通りの名前を「エドガー・マルティネス・ドライヴ」と命名し、その経歴を称えている。

## 選手としての特徴

### 打撃

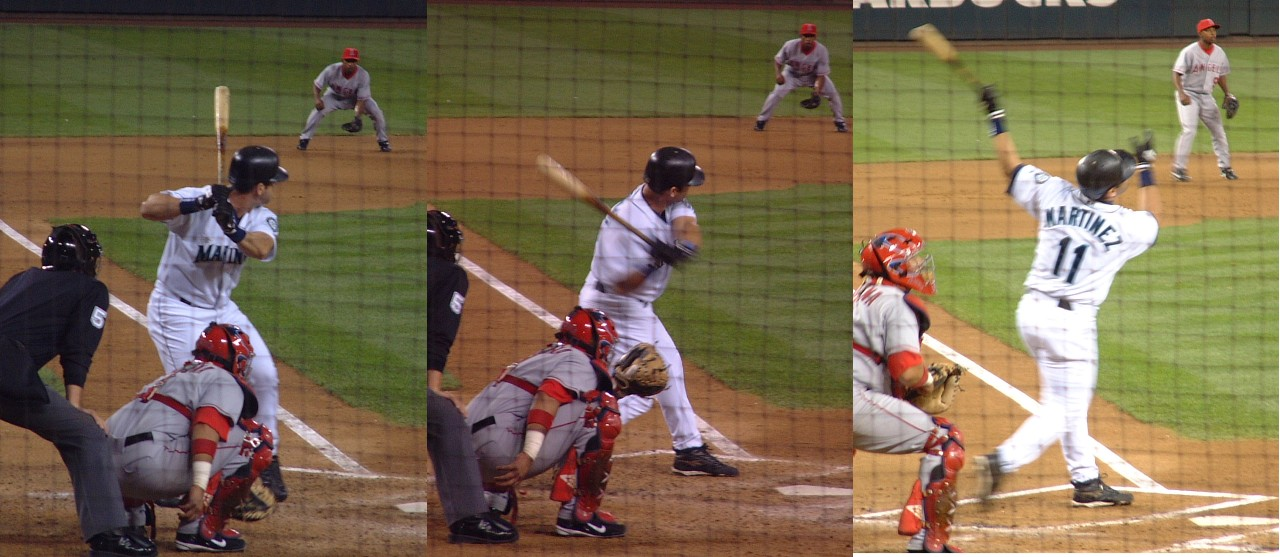
エドガー・マルティネスのバッティング（2004年）

巧みなバットコントロールでフィールド全体に打球を打ち分ける広角打法と、四球を量産する優れた選球眼を持ち味とした。通算打率は右打者ながら.312の高打率を残しており、通算出塁率は4割を大きく超えている。打席では非常に忍耐強く、球をよく見る打者で、相手投手に投げさせる平均球数は毎年MLBで上位に位置していた。1990年代後半には同じ中軸であるグリフィーやロドリゲスらと遜色のない打撃成績を残し、特に純粋な打撃力を表すといわれているOPSでは毎年安定して非常に高い水準を保持していたが、出塁重視のスタイルから目立つことが少なく、他の選手の影に隠れがちであったため、「メジャーで最も過小評価されている打者」とメディアに言われたこともある。
現役時代は選球眼と共に、重要な局面での勝負強さが光ることが多く、巧打のクラッチ・ヒッターとしても知られた。1995年のプレーオフ、2勝2敗で迎えたディビジョンシリーズ最終戦、リーグチャンピオンシップシリーズ進出を懸けたヤンキースとの対戦で、試合は5-4のビバインドで11回裏を迎えた。走者一塁・三塁の場面で打席に立ったマルティネスは、ジャック・マクダウエルから左翼線へ逆転サヨナラ2点二塁打を放ち、一塁走者のケン・グリフィー・ジュニアをホームに還した。後がない劣勢の場面からチームは逆転サヨナラ勝ちを果たし、球団史上初めてリーグチャンピオンシップシリーズ進出を収めた。マルティネスの放ったこの劇的な二塁打は「The Double」と呼ばれている。マルティネス自身も同シーンをキャリアのハイライトに挙げている。
右眼が生まれつき外斜視であったため、目の筋肉を動かす運動を練習メニューに組み込んでいた。特に試合の前には、200km/h近い速度でバッティングマシンから放たれるテニスボールに書かれた数字を読み取るなどし、動体視力を鍛えるトレーニングをしてから試合に臨んでいたという。
出塁率（.418）、出場試合数（2055）、二塁打（514）、打点（1261）、得点（1219）、四球（1283）などでマリナーズの球団記録を保持しており、打率（.312）、本塁打（309）、安打（2247）などは球団歴代2位である。また、指名打者での本塁打243本は、2007年にフランク・トーマスに更新されるまでMLB歴代1位であった。

### 守備・走塁
指名打者に転向する前は三塁手であったが、足に不安を抱えていたため、1994年頃から極端に守備機会が減った。指名打者制のない交流戦などでは、一塁の守備に就くこともあった。
足の故障を繰り返す以前は平均以上の走力を持ち、メジャーデビューは代走で、メジャー初安打も三塁打であった。しかし故障以降は、若い頃の膝の手術から無理ができなくなっていたため、全力疾走する機会は限られており、たいへん鈍足であった。そのため、同じく鈍足のチームメイトであったジョン・オルルドと並んで、イチローに「各駅停車だ」とからかわれる程で、試合終盤で出塁すると代走を送られることが多かった。しかし走塁ミスは非常に少なく、盗塁も走力の割には企図することが多かった。

## 詳細情報

### 年度別打撃成績
| 年 度     | 球 団     | 試 合 | 打 席 | 打 数 | 得 点 | 安 打 | 二 塁 打 | 三 塁 打 | 本 塁 打 | 塁 打 | 打 点 | 盗 塁 | 盗 塁 死 | 犠 打 | 犠 飛 | 四 球 | 敬 遠 | 死 球 | 三 振 | 併 殺 打 | 打 率 | 出 塁 率 | 長 打 率 | O P S |
| --------- | --------- | ----- | ----- | ----- | ----- | ----- | -------- | -------- | -------- | ----- | ----- | ----- | -------- | ----- | ----- | ----- | ----- | ----- | ----- | -------- | ----- | -------- | -------- | ----- |
| 1987      | SEA       | 13    | 46    | 43    | 6     | 16    | 5        | 2        | 0        | 25    | 5     | 0     | 0        | 0     | 0     | 2     | 0     | 1     | 5     | 0        | .372  | .413     | .581     | .994  |
| 1988      | SEA       | 14    | 38    | 32    | 0     | 9     | 4        | 0        | 0        | 13    | 5     | 0     | 0        | 1     | 1     | 4     | 0     | 0     | 7     | 0        | .281  | .351     | .406     | .758  |
| 1989      | SEA       | 65    | 196   | 171   | 20    | 41    | 5        | 0        | 2        | 52    | 20    | 2     | 1        | 2     | 3     | 17    | 1     | 3     | 26    | 3        | .240  | .314     | .304     | .619  |
| 1990      | SEA       | 144   | 570   | 487   | 71    | 147   | 27       | 2        | 11       | 211   | 49    | 1     | 4        | 1     | 3     | 74    | 3     | 5     | 62    | 13       | .302  | .397     | .433     | .830  |
| 1991      | SEA       | 150   | 642   | 544   | 98    | 167   | 35       | 1        | 14       | 246   | 52    | 0     | 3        | 2     | 4     | 84    | 9     | 8     | 72    | 19       | .307  | .405     | .452     | .857  |
| 1992      | SEA       | 135   | 592   | 528   | 100   | 181   | 46       | 3        | 18       | 287   | 73    | 14    | 4        | 1     | 5     | 54    | 2     | 4     | 61    | 15       | .343  | .404     | .544     | .948  |
| 1993      | SEA       | 42    | 165   | 135   | 20    | 32    | 7        | 0        | 4        | 51    | 13    | 0     | 0        | 1     | 1     | 28    | 1     | 0     | 19    | 4        | .237  | .366     | .378     | .744  |
| 1994      | SEA       | 89    | 387   | 326   | 47    | 93    | 23       | 1        | 13       | 157   | 51    | 6     | 2        | 2     | 3     | 53    | 3     | 3     | 42    | 2        | .285  | .387     | .482     | .869  |
| 1995      | SEA       | 145   | 639   | 511   | 121   | 182   | 52       | 0        | 29       | 321   | 113   | 4     | 3        | 0     | 4     | 116   | 19    | 8     | 87    | 11       | .356  | .479     | .628     | 1.107 |
| 1996      | SEA       | 139   | 634   | 499   | 121   | 163   | 52       | 2        | 26       | 297   | 103   | 3     | 3        | 0     | 4     | 123   | 12    | 8     | 84    | 15       | .327  | .464     | .595     | 1.059 |
| 1997      | SEA       | 155   | 678   | 542   | 104   | 179   | 35       | 1        | 28       | 300   | 108   | 2     | 4        | 0     | 6     | 119   | 11    | 11    | 86    | 21       | .330  | .456     | .554     | 1.009 |
| 1998      | SEA       | 154   | 672   | 556   | 86    | 179   | 46       | 1        | 29       | 314   | 102   | 1     | 1        | 0     | 7     | 106   | 4     | 3     | 96    | 13       | .322  | .429     | .565     | .993  |
| 1999      | SEA       | 142   | 608   | 502   | 86    | 169   | 35       | 1        | 24       | 278   | 86    | 7     | 2        | 0     | 3     | 97    | 6     | 6     | 99    | 12       | .337  | .447     | .554     | 1.001 |
| 2000      | SEA       | 153   | 665   | 556   | 100   | 180   | 31       | 0        | 37       | 322   | 145   | 3     | 0        | 0     | 8     | 96    | 8     | 5     | 95    | 13       | .324  | .423     | .579     | 1.002 |
| 2001      | SEA       | 132   | 581   | 470   | 80    | 144   | 40       | 1        | 23       | 255   | 116   | 4     | 1        | 0     | 9     | 93    | 9     | 9     | 90    | 11       | .306  | .423     | .543     | .966  |
| 2002      | SEA       | 97    | 407   | 328   | 42    | 91    | 23       | 0        | 15       | 159   | 59    | 1     | 1        | 0     | 6     | 67    | 8     | 6     | 69    | 6        | .277  | .403     | .485     | .888  |
| 2003      | SEA       | 145   | 603   | 497   | 72    | 146   | 25       | 0        | 24       | 243   | 98    | 0     | 1        | 0     | 7     | 92    | 7     | 7     | 95    | 17       | .294  | .406     | .489     | .895  |
| 2004      | SEA       | 141   | 549   | 486   | 45    | 128   | 23       | 0        | 12       | 187   | 63    | 1     | 0        | 0     | 3     | 58    | 10    | 2     | 107   | 15       | .263  | .342     | .385     | .727  |
| MLB：18年 | MLB：18年 | 2055  | 8672  | 7213  | 1219  | 2247  | 514      | 15       | 309      | 3718  | 1261  | 49    | 30       | 10    | 77    | 1283  | 113   | 89    | 1202  | 190      | .312  | .418     | .515     | .933  |

- 各年度の太字はリーグ最高

### 年度別守備成績
| 年 度 | 球 団 | 一塁（1B） | 一塁（1B） | 一塁（1B） | 一塁（1B） | 一塁（1B） | 一塁（1B） | 三塁（3B） | 三塁（3B） | 三塁（3B） | 三塁（3B） | 三塁（3B） | 三塁（3B） |
| 年 度 | 球 団 | 試 合      | 刺 殺      | 補 殺      | 失 策      | 併 殺      | 守 備 率   | 試 合      | 刺 殺      | 補 殺      | 失 策      | 併 殺      | 守 備 率   |
| ----- | ----- | ---------- | ---------- | ---------- | ---------- | ---------- | ---------- | ---------- | ---------- | ---------- | ---------- | ---------- | ---------- |
| 1987  | SEA   | -          | -          | -          | -          | -          | -          | 12         | 13         | 19         | 0          | 1          | 1.000      |
| 1988  | SEA   | -          | -          | -          | -          | -          | -          | 13         | 5          | 8          | 1          | 1          | .929       |
| 1989  | SEA   | -          | -          | -          | -          | -          | -          | 61         | 40         | 72         | 6          | 9          | .949       |
| 1990  | SEA   | -          | -          | -          | -          | -          | -          | 143        | 89         | 259        | 27         | 16         | .928       |
| 1991  | SEA   | -          | -          | -          | -          | -          | -          | 144        | 84         | 299        | 15         | 25         | .962       |
| 1992  | SEA   | 2          | 16         | 2          | 0          | 1          | 1.000      | 103        | 72         | 209        | 17         | 24         | .943       |
| 1993  | SEA   | -          | -          | -          | -          | -          | -          | 16         | 5          | 11         | 2          | 1          | .889       |
| 1994  | SEA   | -          | -          | -          | -          | -          | -          | 64         | 44         | 128        | 9          | 13         | .950       |
| 1995  | SEA   | 3          | 29         | 1          | 1          | 0          | .968       | 4          | 1          | 3          | 1          | 0          | .800       |
| 1996  | SEA   | 4          | 28         | 1          | 1          | 3          | .967       | 2          | 1          | 0          | 0          | 0          | 1.000      |
| 1997  | SEA   | 7          | 86         | 4          | 1          | 5          | .986       | 1          | 0          | 0          | 0          | 0          | ----       |
| 1998  | SEA   | 4          | 22         | 6          | 0          | 3          | 1.000      | -          | -          | -          | -          | -          | -          |
| 1999  | SEA   | 5          | 29         | 2          | 0          | 2          | 1.000      | -          | -          | -          | -          | -          | -          |
| 2000  | SEA   | 2          | 12         | 1          | 0          | 3          | 1.000      | -          | -          | -          | -          | -          | -          |
| 2001  | SEA   | 1          | 8          | 0          | 0          | 0          | 1.000      | -          | -          | -          | -          | -          | -          |
| 2004  | SEA   | -          | -          | -          | -          | -          | -          | 1          | 0          | 0          | 0          | 0          | ----       |
| MLB   | MLB   | 28         | 212        | 17         | 3          | 17         | .987       | 564        | 354        | 1008       | 78         | 90         | .946       |

- 各年度の太字はリーグ最高

### タイトル
- 首位打者：2回（1992年、1995年）
- 打点王：1回（2000年）

### 表彰
- シルバースラッガー賞：5回
  - 三塁手部門：1回（1992年）
  - 指名打者部門：4回（1995年、1997年、2001年、2003年）
- 最優秀指名打者賞：5回（1995年、1997年、1998年、2000年、2001年）
- ロベルト・クレメンテ賞：1回（2004年）
- シアトル・マリナーズ球団MVP：2回（1992年、1995年）
- 月間MVP：5回（1992年7月・8月、1995年6月、2000年5月、2003年5月）
- プレイヤー・オブ・ザ・ウィーク：7回

### 記録
- MLBオールスターゲーム選出：7回（1992年、1995年 - 1997年、2000年 - 2001年、2003年）
- スポーティングニュース年間ベストナイン：4回（1992年、1995年、1997年、2001年）

### MLB記録
- シーズン指名打者打率：.356 （1995年）

### シアトル・マリナーズ球団記録
- 通算記録
  - 通算試合：2055
  - 通算打席：8672
  - 通算打数：7213
  - 通算得点：1219
  - 通算二塁打：514
  - 通算打点：1261
  - 通算塁打：3718
  - 通算長打：838
  - 通算四球：1283
  - 通算犠飛：77
  - 通算死球：89
  - 通算併殺打：190
  - 通算出塁率：.418
- シーズン記録
  - シーズン四球：123（1996年）
  - シーズン出塁率：.479（1995年）
- 1試合記録
  - 1試合二塁打数 ：3（1995年6月25日、1996年5月11日）※タイ記録。複数回記録した選手は他にイチローのみ
  - 1試合三塁打数：2（1992年5月3日）※タイ記録
  - 1試合得点数：5（1999年5月17日）※タイ記録
  - 1試合四球数：5（2004年6月24日）※タイ記録
  - 1試合敬遠数：3（2004年5月15日）※タイ記録
  - 1試合犠飛数：3（2002年8月3日）※タイ記録

### 背番号
- 11（1987年 - 2004年、2015年 - 2018年）